# 王城公园站
王城公园站是洛阳轨道交通1号线的地铁车站，位于中华人民共和国河南省洛阳市西工区中州中路与王城大道交叉口，于2021年3月28日开通。

## 车站结构
王城公园站位于中州中路与王城大道交叉口，沿中州中路设置，呈东西走向，为地下三层岛式站台车站，车站长210米，标准段宽21.7米，车站地下一层为中州中路下穿隧道，地下二层为站厅层，地下三层为站台层，站台设置全高站台门。
| 地面              | 出入口 | A、B、C1、C2、D出入口                                                                                 |
| 地下一层          | 隧道   | 中州中路行车隧道                                                                                      |
| 地下二层          | 站厅   | 客服中心、自动售票机、验票机                                                                          |
| 地下三层          | 站台   | \| \| \| █ 1号线往红山（七里河） \| \| 島式 · 開左邊车门 \| \| \| \| \| \| █ 1号线往杨湾（解放路） \| |
|                   |        | █ 1号线往红山（七里河）                                                                               |
| 島式 · 開左邊车门 |        | |
|                   |        | █ 1号线往杨湾（解放路）                                                                               |

## 出入口
王城公园站共设5个出入口，各出口及周围设施如下所示：
| 出口编号                | 照片 | 地点                           | 可到达目的地                                           |
| ----------------------- | ---- | ------------------------------ | ------------------------------------------------------ |
| A · 出口                |      | 中州中路（南），王城大道（东） | 芳林路小学，王城小区                                   |
| B · 出口 · （设有）     |      | 中州中路（南），王城大道（西） | 洛阳工人俱乐部，金沙广场                               |
| C · 1 · 出口            |      | 中州中路（北），王城大道（西） | 王城公园                                               |
| C · 2 · 出口 · （设有） |      | 中州中路（北），王城大道（西） | 王城公园，升龙广场                                     |
| D · 出口                |      | 中州中路（北），王城大道（东） | 百脑汇科技广场，洛阳市文化馆，洛阳市中心医院，升龙广场 |
| 图例： 设有             |      |                                |                                                        |

## 接驳交通

### 公交车
- 中州中路王城大道口：9路，101路，101路夜
- 王城大道中州中路：10路，19路，28路
- 王城公园：9路，10路，11路，15路，19路，32路，40路，50路，99路，101路，101路夜，103路，103路夜，202路

## 历史
本站工程名与正式站名均为王城公园站，以车站西侧的王城公园命名。
- 2021年3月28日，车站随1号线通车开通[1]。
- 2025年1月18日，车站B、C1出入口开通[4]。